# Telothyria rava
Telothyria rava là một loài ruồi trong họ Tachinidae.